# 喬納森·雷諾茲
喬納森·尼爾·雷諾茲（1980年8月28日—），是一位英格蘭政治人物，他的黨籍是工黨。自2010年開始，他擔任斯泰利布里奇和海德選區選出的英國下議院議員。他曾經擔任影子內閣的交通大臣。